# Паволочка
Паволочка (укр. Паволочка) — село в Романовском районе Житомирской области Украины.
Население по переписи 2001 года составляет 413 человек. Почтовый индекс — 13046. Телефонный код — 4146. Занимает площадь 112,1 км².
Село основано в 1893 году.

## Местный совет
Село Паволочка относится к Печановскому сельскому совету.
Адрес местного совета: 13045, Житомирская область, Романовский р-н, с. Печановка, ул. Подкорытова, 1-а.